# Eocen
Eocen je geološko razdoblje u povijesti Zemlje u eonu fanerozoika, eri kenozoika i periodu tercijara. Poznato je kao "mezonumulitik", jer se u toj epohi naglo razvijaju numuliti. Trajao je oko 20 milijuna godina. 
Biljne vrste iz mezozoika izumuru, a zastupljene su porodice grmolikih tropskih biljnih zajednica: Proteacea, Amentacea, a najzastupljeniji su rodovi Eucalyptus i palme (Cocos, Phoenix). Zajednice umjerenog pojasa još su uvijek rijetke (Quercus i Pinus). Sisavci se snažno razvijaju, javljaju se prvi predstavnici konja visine vuka, prvi jeleni, tapiri, volovi i prvi tobolčari i mesožderi. U morima žive: numuliti, puževi, školjke od kojih neki i danas žive u tropskim morima. Eocen je na osnovu sedimenata u Paratetisu podijeljen na Donji, Srednji i Gornji eocen. U eocenu se javljaju dva područja razvoja: sjeverni (u području Sjevernog i Aralsko-turkestanskog mora) i južni (preostali dio Tetisa). U sjevernom dijelu sedimenti su predstavljeni pijeskom, vapnencima, pješčenjacima i laporima. Za vrijeme eocena Tetis pokriva i veće dijelove Europe. 
Eocenski sedimenti sudjeluju u građi Jadranskog primorja. U donjem eocenu taloženi su milolski vapnenci, u srednjem alveolinski, a u srednjem i gornjem numulitski vapnenci. Alpska orogeneza nastavlja se pojačano. U eocenu se razvija pirinejska faza, kao jedna od najznačajnijih tijekom orogeneze. Tijekom ove faze najznačajnija nabiranja su u Pirinejima. 
Tetis poplavljuje prostore na jugu Europe i širi se prema sjeveru do Češke mase, Karpata, Kavkaza i preko Provansalskog zaljeva povezuje se sa Sjevernim morem. Magmatizam je oživio kao i vulkanizam u sjeverozapadnoj Europi. Tetis je naglo uvećan prema sjeveru. U Europi se i dalje zadržava Sjeverno more, koje je na istoku povezano s Aralsko-turkestanskim morem, a Provelinskim zaljevom i s Tetisom. U rasporedu kontinenata nema većih promjena. Kontinenti južne hemisfere uobličuju svoje konture. Pirinejskom fazom snižene su i raščlanjene neke planine nastale laramijskom fazom. Denudacija i erozija smanjene su. Rijeke Europe usmerene su prema Sjevernom moru, rijeke Sjeverne i Južne Amerike prema Atlantskom oceanu, a rijeke Azije prema Aralsko-turknenskom moru i Velikom oceanu. 
Klima je azonalna i promjenljiva. Vegetacija ukazuje na vlažnu i toplu klimu. Od mineralnih sirovina najčešći su: kaustobioliti, nafta i ugljen (Rumunjska, Albanija, Ekvador, Peru, Teksas i dr.)